# Pawns & Kings
Pawns & Kings es el séptimo álbum de la banda de rock estadounidense Alter Bridge, fue lanzado el 14 de octubre de 2022 por Napalm Records, siendo el sucesor de su anterior álbum Walk The Sky (2019).

## Antecedentes
En septiembre de 2021, el guitarrista Mark Tremonti reveló que él y Alter Bridge grabarían su séptimo álbum de estudio durante la primavera de 2022, con una fecha de lanzamiento tentativa en algún momento del otoño. Posteriormente, Tremonti y Myles Kennedy comenzaron la preproducción del álbum en enero de 2022, y la grabación tuvo lugar durante abril con Michael «Elvis» Baskette una vez más como productor después de producir los cinco álbumes anteriores de Alter Bridge. Durante una entrevista de radio en mayo, Tremonti reveló que el álbum se titularía Pawns & Kings y sería lanzado el 14 de octubre. En una entrevista posterior, explicó cómo Baskette estaba «absolutamente enamorado del disco», pero que las preferencias estilísticas de Tremonti y Kennedy habían cambiado con el tiempo que no podía reconocer qué miembro de la banda era responsable de qué música.
El álbum se reveló oficialmente, incluida su obra de arte y lista de canciones, el 18 de julio y el sencillo principal, «Pawns & Kings», se lanzó en plataformas de transmisión con un video con la letra que lo acompaña en las redes sociales. El álbum es el más corto en la discografía de la banda hasta la fecha, mientras que al mismo tiempo presenta su pieza más larga hasta la fecha.

## Lista de canciones
Todas las canciones escritas y compuestas por Alter Bridge. 
| N.º | Título                    | Duración |  |
| 1.  | «This Is War»             | 4:03     |  |
| 2.  | «Dead Among the Living»   | 4:52     |  |
| 3.  | «Silver Tongue»           | 4:18     |  |
| 4.  | «Sin After Sin»           | 6:42     |  |
| 5.  | «Stay»                    | 4:37     |  |
| 6.  | «Holiday»                 | 3:58     |  |
| 7.  | «Fable of the Silent Son» | 8:22     |  |
| 8.  | «Season of Promise»       | 4:51     |  |
| 9.  | «Last Man Standing»       | 5:33     |  |
| 10. | «Pawns & Kings»           | 6:18     |  |

## Personal
Alter Bridge
- Myles Kennedy – Voz principal, guitarra rítmica y guitarra líder
- Mark Tremonti – Guitarra líder, guitarra rítmica, coros, voz principal en «Stay»
- Brian Marshall – Bajo
- Scott Phillips – Batería, percusión